# جرلدین بیمیش
 جرلدین بیمیش (انگلیسی: Geraldine Beamish؛ ۲۳ ژوئن ۱۸۸۳ – ۱۰ مهٔ ۱۹۷۲) یک تنیس‌باز اهل بریتانیا بود.